# Friedrich Himpel
Friedrich Himpel (* 18. Oktober 1864 in Wolfen; † 10. November 1926 in Berlin) war ein deutscher Gewerkschaftsfunktionär.

## Wirken in Hamburg
Friedrich Himpel war der Sohn eines Tagelöhners. Er besuchte die Volksschule und arbeitete anschließend als Hausknecht. 1883 ging er nach Hamburg, wo er eine Stelle als Hilfskraft in einer Fabrik fand. Im Juli 1890 wurde er Mitglied des kurz zuvor gegründeten Verbands der Fabrik-, Land- und gewerblichen Hilfsarbeiter Deutschlands, der einige Monate später als Verband der Fabrik-, Land-, Hilfsarbeiter und -Arbeiterinnen auftrat. 
Im Oktober 1891 ging Himpel nach Altona, wo er als Verkäufer arbeitete. Aus diesem Grund wurde er 1893 Mitglied im Verein der Hausknechte und Comptorboten Hamburgs, der sich 1894 mit dem Verein der Kutscher Hamburgs und Vororten 1890 zum neuen Verein aller im Transport und Handel beschäftigten Hilfsarbeiter zusammenschloss. Friedrich Himpel gehörte als bei Gründung gewählter Beisitzer dessen Vorstand an. Außerdem wurde er in eine Kommission gewählt, die die am Reichsamt des Innern angesiedelte Kommission für Arbeiterstatistik über die Situation der Hamburger Handelshilfsarbeiter informieren sollte. Himpel, der als begabt galt, schrieb 1896 erstmals zu den Lebens- und Arbeitsbedingungen der Transport- und Handelshilfsarbeiter in Hamburg. Außerdem beschrieb er darin detailliert die sozialen Bereichen, aus denen Arbeiter rekrutiert wurden. Himpel engagierte sich für eine vom Verband gewährte Unterstützung Arbeitsloser, die er als wesentliches Mittel erachtete, um „an die indifferenten Kollegen heranzutreten.“ Er versuchte, den Hilfsarbeiter-Verein eng mit der Sozialdemokratie zu verbinden und die Gewerkschaft zentralistisch zu organisieren. Hierfür erhielt die Gewerkschaft eine einheitliche Leitung und einen Kassenführer.
Im Mai 1896 reiste Himpel als Hamburger Delegierter nach Halberstadt, wo der zweite Kongress aller Hilfsarbeiter Deutschlands, die im Handels- und Transportgewerbe arbeiteten, stattfand. Himpel referierte zur „Fachpresse“ und übernahm anschließend wiederholt den Vorsitz der Preßkommission. Da die Berliner Organisation weiterhin das Fachblatt Handelshilfsarbeiter herausgab, blieb Himpels Einfluss in dieser Position jedoch eingeschränkt. Auf der Generalversammlung der Hamburger Lokalorganisation wurde er 1896 zum Vorsitzenden gewählt. Himpel stritt in der Folgezeit kontrovers mit Carl Alboldt. Dieser war Vertrauensmann für ganz Deutschland und leitete die Bezirke Berlin, Brandenburg, Pommern, Lausitz und die Altmark. Die Konflikte betrafen die bestmögliche Organisation der deutschen Gewerkschaften. Im Dezember 1896 gründete Himpel in Altenburg gemeinsam mit 17 weiteren Delegierten den Zentralverband der Handels-, Transport-, Verkehrsarbeiter und Arbeiterinnen Deutschlands. Auch hier übernahm er wiederholt den Vorsitz der Preßkommission, die die neue Verbandszeitschrift Der Courier herausgab. Neben dem Vorsitz des Hamburger Ortsverbands vertrat Himpel die Verbandsinteressen im Hamburger Gewerkschaftskartell, in dem er schnell zur Führungsperson wurde. 1902 wurde er Mitglied der Kartellkommission, 1903 deren zweiter Kassierer und 1904 zweiter Schriftführer.
Seit Anfang Januar 1898 arbeitete Himpel als festangestellter Kassenwart des Hamburger Verbandssitzes. Auf die Stelle des Ersten Vorsitzenden hatte er zuvor verzichtet. Himpel war somit die erste Person, die eine bezahlte Stelle beim Verband erhielt. Nachdem sich die „Zentralisten“ und „Lokalisten“ der Organisation 1900 vereinigt hatten, übernahm Himpel erneut den Vorsitz, diesmal gegen Bezahlung. Im Gegenzug sollte er auch im Gau Schleswig-Holstein und Mecklenburg für die Verbandsziele eintreten. Da er dieses Arbeitspensum nicht bewältigen konnte, gab er diese Aufgaben Mitte 1901 wieder ab.
Im Juli 1897 wurde Himpel Hamburger Bürger und erwarb das Hamburger Bürgerrecht. Himpel, der in den 1890er Jahren eine kleine Milchgenossenschaft gegründet hatte, versuchte, auch im Hamburger Gewerkschaftskartell genossenschaftliches Denken zu fördern. Daher unterstützte er Ende 1898 in führender Position die Gründung der Hamburger Konsumgenossenschaften. Er beteiligte sich an mehreren Streiks ab Juni 1898, während denen er als harter Verhandlungspartner auftrat. Der Gewerkschafter vertrat das Prinzip einer weitreichenden Versammlungsdemokratie und sprach mitunter jeden zweiten Tag vor Publikum.

## Jahre in Berlin
1905 fand die 4. Generalversammlung des Zentralverbands der Handels-, Transport-, Verkehrsarbeiter und Arbeiterinnen Deutschlands statt, die Himpel in den Hauptvorstand wählte. Er erhielt eine Stelle als besoldeter Sekretär. Da sich der Dienstsitz in Karlshorst bei Berlin befand, verließ Himpel Hamburg; sein Mandat in der Hamburger Kartellkommission erlosch somit. Himpel übernahm die Verantwortung für die Abteilungen Statistik und Lohnbewegung. Gemeinsam mit Oswald Schumann reiste er zum 5. Internationalen Transportarbeiterkongress, der 1906 in Mailand abgehalten wurde. 
Himpel engagierte sich zu dieser Zeit auch in der Tarifpolitik. Er war beteiligt an einem Tarifvertrag mit dem Zentralverband deutscher Konsumvereine, der 1906 abgeschlossen wurde. Während der 5. Generalversammlung 1907 in Berlin schlug Himpel vor, die Tarifpolitik umfassend zu zentralisieren. Seine Äußerungen standen im Gegensatz zu seinen früheren Ansichten während der Zeit in Hamburg, in der er Tarifverträge ausdrücklich und für lange Zeit abgelehnt hatte. Da die Verbrauchsgenossenschaften mit dem Tarifabschluss einzig die Arbeitsnachweise der Genossenschaften als Verhandlungsgrundlage akzeptierten, war dies für die Gewerkschaften ein bedeutender Fortschritt. Die Mitwirkung an diesem Tarifabschluss kann als Himpels größte Leistung angesehen werden.
In enger Kooperation mit dem Reichsamt für Statistik erhoffte Himpel seit 1906, die Arbeitsbedingungen der Angestellten genau dokumentieren zu können. Er erstellte die statistischen Abschnitte des Verbandsjahrbuchs, das innerhalb der freien Gewerkschaften die zuverlässigsten Datensammlungen erstellte. Gemeinsam mit vier weiteren Gewerkschaftern besuchte er 1906 die Konferenz der Zentralvorstände der Verbände der Eisenbahner, Hafenarbeiter, Handels-, Transport- und Verkehrsarbeiter, Maschinisten, Heizer und Seeleute. Bei dem Treffen in Hamburg konnten erste Übereinkünfte zur Zusammenarbeit einzelner gewerkschaftlicher Organisationen erzielt werden. Nach der Novemberrevolution trat Himpel als Experte für Tarifabschlüsse in Erscheinung: sein Zentralverband hatte 1920 2117 Tarifverträge in 63.486 Betrieben mit 687.025 Angestellten abgeschlossen.
Im Juli 1921 kam der Gewerkschaftsfunktionär für kurze Zeit nach Hamburg zurück. Er leitete kommissarisch die Reichsabteilung der Seeleute als Nachfolger von Paul Müller. Himpel, der seit 1924 für die SPD in der Kommunalpolitik tätig war, engagierte sich seit 1924 auch im Reichsbanner Schwarz-Rot-Gold. 
Friedrich Himpel verstarb an den Folgen einer schweren Lungenentzündung.